# Ara (genre)
Pour les articles homonymes, voir Ara.
Genre
Le genre Ara regroupe les membres les plus grands de la famille des psittacidés. Tous les oiseaux dont le nom vernaculaire comporte le terme ara ne sont pas membres de ce genre. Les membres de ce genre portent un plumage vivement coloré, généralement à dominante rouge ou verte, une longue queue pointue et un bec puissant. Ils vivent en Amérique tropicale.
Ce genre comporte des espèces de perroquets de taille comprise entre 30 et 90 cm.

## Liste d'espèces existantes
D'après la classification de référence (version 5.2, 2015) du Congrès ornithologique international (ordre phylogénique) :

### Espèces encore vivantes
- Ara ararauna – Ara bleu
- Ara glaucogularis – Ara canindé
- Ara militaris – Ara militaire
- Ara ambiguus – Ara de Buffon
- Ara macao – Ara rouge
- Ara chloropterus – Ara chloroptère
- Ara rubrogenys – Ara de Lafresnaye
- Ara severus – Ara vert

### Espèces disparues
- †Ara tricolor – Ara tricolore
- †Ara guadeloupensis
- †Ara.erythrocephala
- †Ara atwoodi
- †Ara gossei

Ces quatre dernières ne sont connues qu'à travers des récits de voyageurs. Elles sont alors classées hypothétiques bien qu'on estime leur extinction aux alentours du XVIIIe siècle.

## Portraits et répartitions
| Espèce                                                         |                   |                   | Répartition                                                     | Population en 2010                                            |
| Ara ararauna – Ara bleu (ou Ara ararauna ou Ara bleu et jaune) | Ara ararauna      | Ara ararauna      | Depuis le Panama et la Guyane jusqu'au Paraguay                 | Plus de 10000 Effectifs en baisse.                            |
| Ara ambiguus Ara de Buffon                                     | Ara ambiguus      |                   | Panama, Honduras, Nicaragua                                     | Moins de 2500 individus Effectifs en baisse Espèce en danger. |
| Ara chloropterus Ara chloroptère (ou Ara à ailes vertes)       | Ara chloroptera   | Ara chloroptera   | Depuis le Panama et la Guyane jusqu'au nord de l'Argentine      | Commun                                                        |
| Ara glaucogularis Ara canindé (ou Ara à gorge bleue)           | Ara glaucogularis | Ara glaucogularis | Llanos de Mojos au Nord de la Bolivie.                          | En danger critique d'extinction.                              |
| Ara macao Ara rouge (ou Ara macao)                             | Ara macao         | Ara macao         | Ara macao                                                       | Moins de 50000                                                |
| Ara militaris Ara militaire                                    | Ara militaris     | Ara militaris     | Depuis le Mexique jusqu'en Bolivie                              | Menacé                                                        |
| Ara rubrogenys – Ara de Lafresnaye (ou Ara à front rouge)      | Ara rubrogenys    | Ara rubrogenys    | Endémique à la Bolivie sud de Cochabamba et ouest de Santa Cruz | 2000 à 4000 individus En danger d'extinction.                 |
| Ara severus Ara vert (ou Ara sévère)                           | Ara severus       | Ara severus       | Depuis le Panama et la Guyane jusqu'au nord du Brésil           | Assez commun                                                  |